# Anders Håre
Anders Sandberg Håre (* 7. Dezember 1999 in Burud, Øvre Eiker) ist ein norwegischer Skispringer.

## Werdegang
Håre, der für Vikersund IF startet, gab sein internationales Debüt am 11. Dezember 2014 beim FIS-Cup-Springen in Notodden, verpasste allerdings deutlich die Punkteränge. Nach weiteren erfolglosen Auftritten gewann er erstmals im März 2018 in Falun als Zwölfter Punkte im drittklassigen FIS Cup. Zu Beginn des Winters 2018/19 debütierte Håre in Lillehammer im Continental Cup, wo er direkt seine ersten fünf Punkte gewann. Im weiteren Saisonverlauf startete er regelmäßig im Continental Cup, wobei er meist um die Punkteränge kämpfen musste und diese auch häufig verpasste. Bei den Nordischen Junioren-Skiweltmeisterschaften 2019 in Lahti belegte er den 20. Platz im Einzel. Für das Teamspringen wurde er nicht nominiert.
Im Sommer 2019 versuchte sich Håre zunächst in Hinterzarten im Grand Prix, verfehlte allerdings die Qualifikation für den Wettbewerb. In den folgenden Monaten trat er daher wieder im Continental Cup an, wo er mit 176 Punkte 25. der Sommerwertung wurde. Den Sommer schloss er bei den norwegischen Sommer-Meisterschaften in Oslo ab, wo er gemeinsam mit Sølve Jokerud Strand, Joacim Ødegård Bjøreng und Daniel-André Tande die Bronzemedaille für Buskerud gewann. Zum Winterauftakt des Continental Cups startete er in seiner Heimatstadt Vikersund. Nachdem er am ersten Wettkampftag aufgrund einer Disqualifikation im zweiten Durchgang das Podest noch verpasst hatte, sprang Håre am zweiten Tag zu seinem ersten Sieg vor Sondre Ringen und Yūken Iwasa. Der Sohn von Frode Håre debütierte am 21. Dezember in Engelberg im Weltcup, verpasste allerdings den zweiten Durchgang. Nachdem er im Rahmen der Vierschanzentournee 2019/20 in Bischofshofen sein Duell gegen Landsmann Robin Pedersen gewonnen hatte, holte Håre am Dreikönigstag seinen ersten Weltcup-Punkt. Ende Januar wurde Håre kurzzeitig wieder in den Continental Cup zurückgestuft, empfahl sich allerdings mit einem zweiten Rang in Sapporo sowie als Dritter in Planica direkt wieder für den Weltcup. Im restlichen Saisonverlauf wurde er tatsächlich wieder im Weltcup eingesetzt. Sein bestes Saisonresultat gelang ihm im am 22. Februar rumänischen Râșnov, wo er von der Normalschanze Rang 17 belegte. Die Saison schloss er auf dem 45. Platz der Weltcupgesamtwertung ab.
Für die Saison 2020/21 wurde Håre erstmals in den höchsten norwegischen Kader Hopplandslaget berufen. Dieser Einstufung konnte er bei den beiden Grand-Prix-Wettbewerben in Wisła noch nicht gerecht werden und verpasste bei einem schwachen Teilnehmerfeld beides Mal die Punkteränge. Da aufgrund der COVID-19-Pandemie keine weiteren internationalen Wettbewerbe auf A-Niveau veranstaltet wurden, dienten die nationalen Sprungwettkämpfe als wichtiger Leistungsvergleich. Sowohl bei den norwegischen Sommer-Meisterschaften 2020 in Trondheim als auch bei den nachgeholten norwegischen Meisterschaften 2020 in Lillehammer belegte Håre den zwölften Rang im Einzel. In Lillehammer holte er zudem mit dem Team Silber, ehe er gemeinsam mit Daniel-André Tande und Silje Opseth beim erstmals ausgetragenen Mixed-Team-Springen seinen ersten nationalen Meistertitel gewann. Im Winter war er von Beginn an Teil des norwegischen Weltcup-Teams und erreichte bei den ersten beiden Einzelspringen in Wisła und Ruka jeweils die Top 20. Nach der dritten Station in Nischni Tagil, wo er einmal in die Punkteränge sprang, wurde er in den zweitklassigen Continental Cup zurückgestuft, wo seine Leistung Schwankungen unterlag. Sein bestes Ergebnis stellte der zweite Rang Mitte Januar in Innsbruck dar. Zwei Wochen später wurde er erneut ins Weltcup-Team berufen, wo er im Rahmen des Willingen Six zweimal Weltcup-Punkte sammeln konnte. Da er in Willingen lediglich den pausierenden Thomas Aasen Markeng ersetzte, trat er am darauffolgenden ersten Februarwochenende wieder im Continental Cup an. Bei den Nordischen Skiweltmeisterschaften 2021 in Oberstdorf war Håre Teil des norwegischen Aufgebots, kam aber außerhalb von Trainingseinheiten nicht zum Einsatz. Håre schloss die Saison auf dem 48. Platz im Gesamtweltcup sowie auf dem vierzehnten Rang in der Continental-Cup-Gesamtwertung ab.
Er ist der Sohn von Frode Håre.

## Erfolge

### Continental-Cup-Siege im Einzel
| Nr. | Datum             | Ort       | Typ         |
| --- | ----------------- | --------- | ----------- |
| 1.  | 8. Dezember 2019  | Vikersund | Großschanze |
| 2.  | 27. Dezember 2023 | Engelberg | Großschanze |

## Statistik

### Weltcup-Platzierungen
| Saison  | Platz | Punkte |
| ------- | ----- | ------ |
| 2019/20 | 045.  | 035    |
| 2020/21 | 048.  | 052    |

### Grand-Prix-Platzierungen
| Saison | Platz | Punkte |
| ------ | ----- | ------ |
| 2021   | 041.  | 045    |
| 2022   | 031.  | 045    |

### Continental-Cup-Platzierungen
| Saison  | Sommer | Sommer | Winter | Winter | Gesamt | Gesamt |
| Saison  | Platz  | Punkte | Platz  | Punkte | Platz  | Punkte |
| ------- | ------ | ------ | ------ | ------ | ------ | ------ |
| 2018/19 | –      | –      | 095.   | 017    | 122.   | 017    |
| 2019/20 | 025.   | 176    | 011.   | 377    | 015.   | 553    |
| 2020/21 | –      | –      | 013.   | 358    | 014.   | 358    |
| 2021/22 | 095.   | 002    | 010.   | 498    | 016.   | 500    |
| 2022/23 | 006.   | 217    | 047.   | 085    | 032.   | 302    |